# 愛情の設計
『愛情の設計』（あいじょうのせっけい）は、里中満智子の漫画作品。週刊少女フレンドに掲載された。同作を原作とし、1977年に製作・公開された日本映画についても紹介する。

## 映画
松竹・サン・ミュージックの提携作品。監督は山根成之。
桜田淳子の映画（単独）主演第四回作品。ロケ地には東京大学、軽井沢、油壺などが使用された。相手役は、事務所の後輩だった佐藤佑介。桜田は同年4月に公開された映画（東宝『若い人』）にも主演しており、歌手と学業を両立させながら、3ヶ月の間に2本の主演映画が公開されるという超多忙ぶりであった。
また、原作者の里中が、看護婦役でカメオ出演している。

## キャスト
- 槙村美世：桜田淳子
- 槙村圭：村野武範
- 北野翔平：佐藤佑介
- 北野洋平：渡辺文雄
- 北野節子：瞳麗子
- 河村智子：夏純子
- 島田照子：折原真紀
- 正代：遊佐ナオ子
- 谷口：中島久之
- やくざ：粟津號
- 武藤迪子：白木葉子
- 試験官：里中満智子
- 看護婦：人見ゆかり
- 女子高生：佐藤美恵子

## スタッフ
- 監督：山根成之
- 製作：樋口清
- 企画：相澤秀禎
- 脚本：石松愛弘
- 音楽：青木望
- 撮影：小杉正雄

## 同時上映
『季節風』
- 監督：斎藤耕一。出演：野口五郎、大竹しのぶ。

## 参考資料
- Goo映画